# Treviso Foot-Ball Club 1993 2001-2002
Questa voce raccoglie le informazioni riguardanti il Treviso Foot-Ball Club 1993 nelle competizioni ufficiali della stagione 2001-2002.

## Stagione
Il Treviso nella stagione 2001-2002 ha partecipato alle seguenti competizioni ufficiali:
- Serie C1 (Girone A), in cui è giunto al quarto posto con 56 punti, ammesso ai play-off perde la semifinale con la Lucchese: nel doppio confronto viene sconfitta sia in casa per 1-0 e in trasferta per 2-1.
- Coppa Italia nella quale è stato eliminato al primo turno nel girone 1: si piazza dietro al Genoa (qualificato) e davanti ad Arezzo e Bari.
- Coppa Italia Serie C dove batte la Triestina nei sedicesimi con una doppia vittoria per 2-1, sia l'andata a Trieste che il ritorno a Treviso; poi perde agli ottavi dallo Spezia pareggiando 0-0 in trasferta e perdendo 2-1 in casa.

## Divise e sponsor
Lo sponsor tecnico dell'annata 2001-2002 è stato Lotto, mentre lo sponsor ufficiale Essetre Thiene.
| Casa |

## Organigramma societario
Area direttiva
- Presidente: Ettore Setten

Area tecnica
- Allenatore: Maurizio Viscidi, poi Corrado Orrico (dalla 28ª giornata)
- Vice Allenatore: Lucio Fasolato, poi Diego Bortoluzzi (dalla 28ª giornata)

## Rosa
| N. |                   | Ruolo | Calciatore                    |
| -- | ----------------- | ----- | ----------------------------- |
|    | Italia (bandiera) | P     | Marco Fortin                  |
|    | Italia (bandiera) | P     | Massimo Marconato             |
|    | Italia (bandiera) | D     | Fabiano Ballarin              |
|    | Italia (bandiera) | D     | Francesco Bellucci (capitano) |
|    | Italia (bandiera) | D     | Paolo Bianco (capitano)       |
|    | Italia (bandiera) | D     | Felice Cavaliere              |
|    | Italia (bandiera) | D     | Matteo Centurioni             |
|    | Italia (bandiera) | D     | Giacomo Filippi               |
|    | Italia (bandiera) | D     | Manuel Pasqual                |
|    | Italia (bandiera) | D     | William Pianu                 |
|    | Italia (bandiera) | C     | Diego Bortoluzzi (capitano)   |
|    | Italia (bandiera) | C     | Giovanni Bosi                 |
|    | Italia (bandiera) | C     | Filippo Breschi               |
|    | Italia (bandiera) | C     | Roberto Chiappara             |

| N. |                    | Ruolo | Calciatore             |
| -- | ------------------ | ----- | ---------------------- |
|    | Italia (bandiera)  | C     | Franco Florio          |
|    | Italia (bandiera)  | C     | Pasquale Foggia        |
|    | Croazia (bandiera) | C     | Ivan Javorčić          |
|    | Italia (bandiera)  | C     | Roberto Magnani        |
|    | Italia (bandiera)  | C     | Andrea Massolin        |
|    | Italia (bandiera)  | C     | Francesco Parravicini  |
|    | Italia (bandiera)  | C     | Federico Smanio        |
|    | Italia (bandiera)  | C     | Marco Vendrame         |
|    | Italia (bandiera)  | A     | Marco Borriello        |
|    | Italia (bandiera)  | A     | Francesco De Francesco |
|    | Italia (bandiera)  | A     | Giacomo Lorenzini      |
|    | Italia (bandiera)  | A     | Massimiliano Memmo     |
|    | Italia (bandiera)  | A     | Daniele Morante        |
|    | Brasile (bandiera) | A     | Reginaldo              |

## Risultati

### Campionato

#### Girone di andata
| 2 settembre 2001 1ª giornata | Pisa | 0 – 1 | Treviso |  |

| 9 settembre 2001 2ª giornata | Treviso | 0 – 0 | Spezia |  |

| 16 settembre 2001 3ª giornata | Varese | 2 – 2 | Treviso |  |

| 23 settembre 2001 4ª giornata | Treviso | 2 – 0 | Lumezzane |  |

| 30 settembre 2001 5ª giornata | Cesena | 0 – 1 | Treviso |  |

| 7 ottobre 2001 6ª giornata | Treviso | 4 – 0 | SPAL |  |

| 14 ottobre 2001 7ª giornata | Padova | 0 – 1 | Treviso |  |

| 21 ottobre 2001 8ª giornata | Treviso | 0 – 1 | Carrarese |  |

| 28 ottobre 2001 9ª giornata | AlbinoLeffe | 0 – 1 | Treviso |  |

| 4 novembre 2001 10ª giornata | Treviso | 5 – 0 | Alzano Virescit |  |

| 11 novembre 2001 11ª giornata | Arezzo | 0 – 1 | Treviso |  |

| 18 novembre 2001 12ª giornata | Treviso | 1 – 1 | Monza |  |

| 25 novembre 2001 13ª giornata | Treviso | 0 – 0 | Triestina |  |

| 2 dicembre 2001 14ª giornata | Lucchese | 1 – 1 | Treviso |  |

| 9 dicembre 2001 15ª giornata | Treviso | 1 – 0 | Reggiana |  |

| 16 dicembre 2001 16ª giornata | Livorno | 4 – 1 | Treviso |  |

| 23 dicembre 2001 17ª giornata | Treviso | 1 – 0 | Lecco |  |

#### Girone di ritorno
| 6 gennaio 2002 18ª giornata | Treviso | 1 – 0 | Pisa |  |

| 13 gennaio 2002 19ª giornata | Spezia | 1 – 1 | Treviso |  |

| 20 gennaio 2002 20ª giornata | Treviso | 1 – 1 | Varese |  |

| 27 gennaio 2002 21ª giornata | Lumezzane | 2 – 0 | Treviso |  |

| 3 febbraio 2002 22ª giornata | Treviso | 1 – 0 | Cesena |  |

| 10 febbraio 2002 23ª giornata | SPAL | 1 – 2 | Treviso |  |

| 17 febbraio 2002 24ª giornata | Treviso | 0 – 0 | Padova |  |

| 3 marzo 2002 25ª giornata | Carrarese | 2 – 0 | Treviso |  |

| 10 marzo 2002 26ª giornata | Treviso | 0 – 2 | AlbinoLeffe |  |

| 17 marzo 2002 27ª giornata | Alzano Virescit | 1 – 1 | Treviso |  |

| 24 marzo 2002 28ª giornata | Treviso | 0 – 0 | Arezzo |  |

| 30 marzo 2002 29ª giornata | Monza | 2 – 0 | Treviso |  |

| 7 aprile 2002 30ª giornata | Triestina | 0 – 0 | Treviso |  |

| 14 aprile 2002 31ª giornata | Treviso | 0 – 1 | Lucchese |  |

| 21 aprile 2002 32ª giornata | Reggiana | 0 – 3 | Treviso |  |

| 28 aprile 2002 33ª giornata | Treviso | 1 – 2 | Livorno |  |

| 5 maggio 2002 34ª giornata | Lecco | 0 – 2 | Treviso |  |